# Pietro Aristeo Romeo
Pietro Aristeo Romeo (Santo Stefano in Aspromonte, 5 luglio 1817 – Santo Stefano in Aspromonte, 18 novembre 1886) è stato un patriota e politico italiano.

## Biografia
Partecipa attivamente insieme al padre Giannandrea (1786-1862) e al cugino Stefano (1819-1869) all'insurrezione contro i Borboni in Calabria. Il movimento insurrezionale, organizzato dallo zio Domenico (1796 - 1847), ebbe inizio all'alba del 2 settembre 1847, partendo da Santo Stefano in Aspromonte alla volta di Reggio Calabria, dove gli insorti arrivarono la sera. Poiché la città di Messina si era sollevata il 1º settembre, il destino degli insorti è compromesso. Infatti il 15 settembre le guardie urbane di Pedavoli raggiungono in Aspromonte gli insorti in fuga, Domenico Romeo viene ucciso presso Podargoni (località Marrappà), dove viene decapitato ed il capo mozzo viene esposto presso le carceri di San Francesco a Reggio Calabria. Pietro Aristeo, durante il conflitto a fuoco con le forze borboniche, vendica la morte dello zio. Condannato all'ergastolo nel 1848, il re Ferdinando II concede l'amnistia. Dopo il '48 andò in esilio, assieme al padre, nel Regno di Sardegna. Soggiornò per qualche tempo a Genova, dove si laureò, presso quell'Università, in Ingegneria. Fu subito assunto presso lo studio dell'Ing. Sarti. Apprezzato per le sue qualità professionali, ottenne l'incarico di progettare e dirigere i lavoti della linea ferrata Tortona-Voghera. 
Nel 1859, allo scoppio della guerra d'Indipendenza contro l'Austria, lasciò lo studio dell'Ing. Sarti per arruolarsi tra i volontari del battaglione d'appoggio alle truppe piemontesi. Il 21 agosto dello stesso anno fu destinato, quale "Istruttore presso il battaglione Cacciatori", a guidare le truppe di stanza a Reggio Emilia. Due mesi dopo, ottenuta la nomina a tenente, fu inviato in missione a Rimini dal "Governo Nazionale delle Province Modenesi e Parmensi". Alla fine della guerra e fino al 1860, assieme al padre, soggiornò a Torino per collaborare ed aiutare gli emigrati politici meridionali. Dopo l'Unità d'Italia fu eletto più volte al Parlamento di Torino. Sedette, essendo un convinto cavouriano, tra i banchi della "destra storica". Ritiratosi dalla politica attiva, si dedicò alla sua azienda agricola di Basilicò e all'attività della "Fratellanza Operaia", di cui fu eletto Presidente, di Santo Stefano in Aspromonte.
Si spense il 18 novembre del 1886, tra il rimpianto dei vecchi patrioti di ogni parte d'Italia e dei lavoratori della "Fratellanza Operaia" calabrese.
Fu iniziato in Massoneria nella Loggia Domenico Romeo di Reggio Calabria - intestata a suo zio- la prima fondata in Calabria dopo l'Unità d'Italia.